# Francisco de Araujo y Chaves
Fray Francisco Fidalgo de Araujo y Chaves (Verín, 1580-Madrid, 19 de marzo de 1664) fue un religioso dominico, escritor y docente español, catedrático en las universidades de Salamanca y Alcalá, autor de varios tratados teológicos y obispo de Segovia.

## Biografía
Era hijo del general Domingo Fidalgo, familiar del Santo Oficio, restaurador de la villa de Chaves, y de María Francisca de Araujo Chaves y Teixeira, de la casa solariega de los Chaves conocida como La Casa del Perú de la parroquia de Quizanes y del municipio orensano de Verín.
Su nacimiento tuvo lugar en la casa de los Fidalgo y Chaves, que poseían en la Plaza Mayor de la villa, en el año 1580, casa sobre la que pesaba un vínculo, establecido por su abuela María Díaz Estévez del Villar y Ramírez de Vegel, casada con Don Alonso Fidalgo, corregidor de Verín en el año 1561. 
Estudió en el colegio de los jesuitas en Monterrey y cursando la carrera de derecho en Salamanca, solicitó el ingreso en la orden de predicadores, vistiendo el hábito el día 5 de julio del año 1601.
En la reunión del capítulo general, celebrado en Lisboa el día 5 de junio de 1618, le concedieron el grado de presentado o bachiller en teología, ratificado en el concilio de Toledo, en junio de 1621.
Enseñó teología en San Pablo de Burgos hasta el año 1617, en que pasó a desempeñar el cargo de profesor en la cátedra de teología en la universidad de Alcalá en el año 1625.
Fue catedrático de prima y teología en la universidad de Salamanca, hasta que pidió permiso para retirarse al Convento del Rosario en Madrid.
Ingresó en el convento de San Esteban en el año 1600 y fue nombrado presbítero y lector de filosofía en 1617.
Fue profesor de Teología Sagrada en San Pablo de Burgos y luego en la Universidad de Alcalá de Henares, impartiendo la Teología Sagrada y en 1619 obtiene la plaza de la Cátedra de Prima el día 5 de junio de 1618.
Se le había concedido el título de Bachiller en Teología, que fue aprobado por el Capítulo General en Lisboa en el mes de junio de 1627. Y de nuevo reunido el Capítulo General en Toro, el día 25 de abril de 1627 es nombrado Maestro en Sagrada Teología y en el año 1633 en Benavente, es nombrado Provincial, con las actuaciones de Definidor y Prior de la Orden.
Regentó la cátedra de la universidad de Salamanca, durante 27 años y fue jubilado en el año 1664 ante la admiración y el aplauso de todos.
Es nombrado obispo de Segovia el día 3 de enero de 1648 hasta el año 1656, que es nombrado para Cartagena y Murcia.
Alegando poderosas razones renuncia a la mitra ante el papa Inocencio X, retirándose al convento del Rosario en la calle de San Bernardo en la capital de España, donde falleció a los 84 años de edad el día de San José de 1664.
Cinco años después de su fallecimiento, a petición del claustro de la universidad, sus restos fueron trasladados al convento de San Esteban en Salamanca, donde se conserva su cuerpo incorrupto.

## Obras
Su obras más destacadas fueron: 
- Comentarios de Teología en 1635;
- Comentarios al Verbo encarnado en 1636;
- De sacramenti y lecturas de Santo Tomás en 1638;
- Comentarios en 1646;
- Comentarios a la Metafísica de Aristóteles y una nueva Teología en 1647;
- Variae et selecto decisiones morales ad estatum eclesiasticum et civilem pertinentis en 1664.